# Otto Weiter
Otto Weiter (* 8. července 1955 Brno) je slovenský zpěvák, textař a podnikatel. Je vyučen číšníkem. Podniká v oblasti hoteliérství a gastronomie.

## Diskografie
- 1994 Pre teba – Musicacd: 420 526-2 EAN 9 004364 252625, MC, CD
- MEGA 96 – Sedis Recordingcd: SC 0013361, CD
- 1996 Ty si tá pravá – RBmc: RB0107-4, cd: RB 0107 2331, MC, CD
- 2005 '05 – Brjan Musiccd: BA 0003-2-331 EAN 8 588002 710940, MC, CD
- 2008 Vianočný čas – Semeš RecordingBA 0003-2-331 EAN 8 588003 378361, CD

### Kompilace
- 1995 Pesničky z kasína – Semeš Recordingcd: KK 001 2331, CD
- 1995 MS v ľadovom hokeji, Bratislava 1995, CD singl
- Pomáda, CD
- 2004 Nákup mesiaca – Ploštín Punk – Musica, CD – 06. „Tá panenka je výr skalný“[1]

## Muzikál
- Pomáda, premiéra: 2000 …Fontaine… Anjel[2]